# Méasnes
Méasnes – miejscowość i gmina we Francji, w regionie Nowa Akwitania, w departamencie Creuse.
Według danych na rok 1990 gminę zamieszkiwało 668 osób, a gęstość zaludnienia wynosiła 24 osoby/km² (wśród 747 gmin Limousin Méasnes plasuje się na 197. miejscu pod względem liczby ludności, natomiast pod względem powierzchni na miejscu 195.).